# Mariä Himmelfahrt (Wettenhausen)

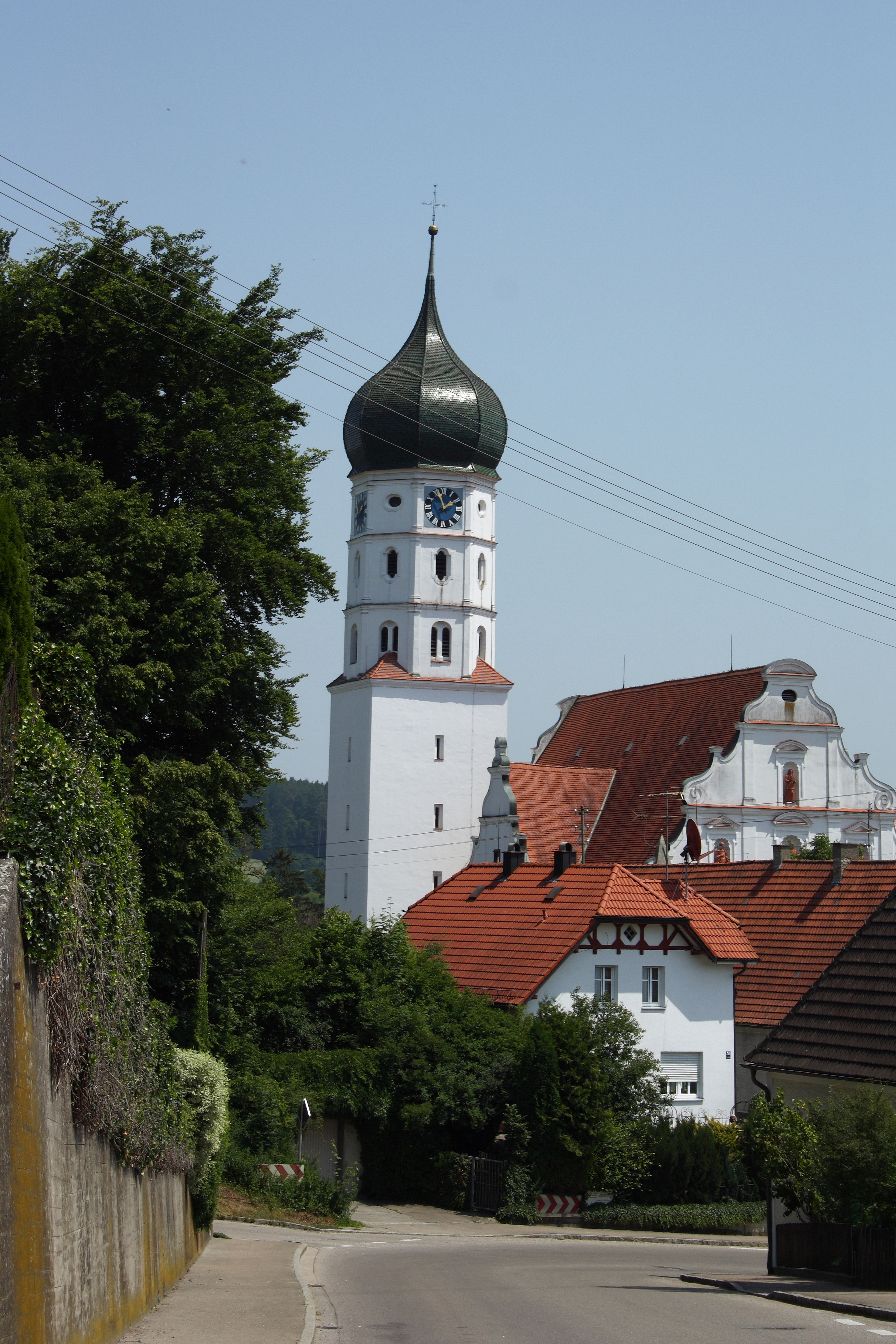
Mariä Himmelfahrt in Wettenhausen

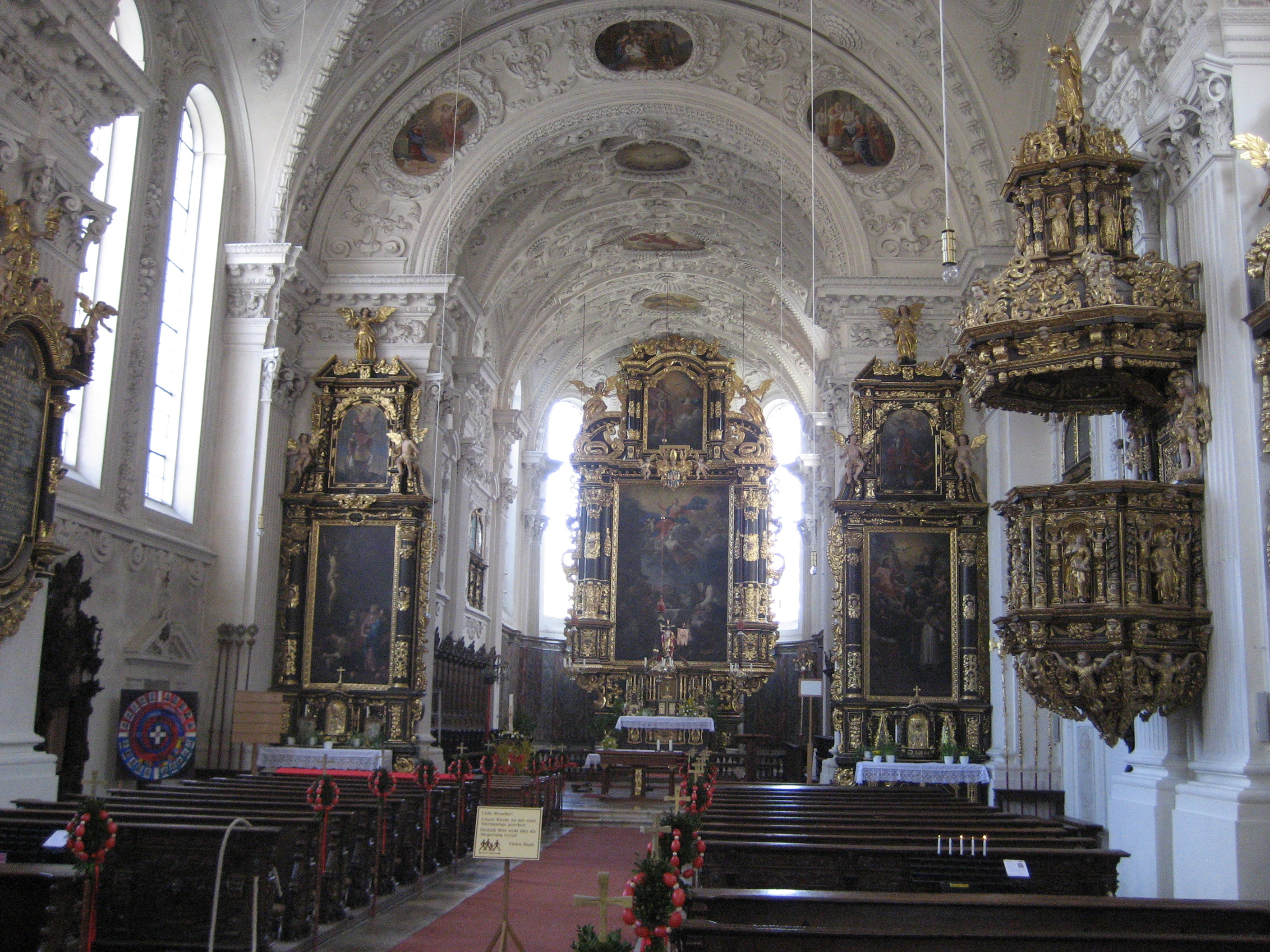
Innenraum

Die römisch-katholische Pfarrkirche Mariä Himmelfahrt, die ehemalige Stiftskirche des Klosters Wettenhausen, steht in Wettenhausen, einem Gemeindeteil von Kammeltal im schwäbischen Landkreis Günzburg in Bayern. Das Bauwerk ist  in der Liste der Baudenkmäler in Kammeltal als Baudenkmal unter der Nr. D-7-74-145-20 eingetragen. Die Pfarrei gehört zum Dekanat Günzburg des Bistums Augsburg.

## Beschreibung
Die ursprünglich romanische Wandpfeilerkirche wurde im 12. Jahrhundert erbaut. Ihr Langhaus wurde ab 1670 unter dem Propst des Klosters Wettenhausen nach einem Entwurf von Michael Thumb neu errichtet. 1522/23 wurde der eingezogene, dreiseitig geschlossene, von Strebepfeilern gestützte gotische Chor nach Osten angefügt. Der Chorflankenturm auf quadratischem Grundriss an der Nordwand des Chors wurde bereits 1514–1520 gebaut. Er wurde später mit achteckigen Geschossen aufgestockt und mit einer Zwiebelhaube bedeckt. In seinem Erdgeschoss befindet sich die Sakristei, die 1661 nach Osten durch einen Anbau erweitert wurde. Die zwei mittleren Achsen des Langhauses werden beidseitig durch hohe, rechteckige Kapellen querschiffartig erweitert. Die mit Pilastern an den Ecken verzierte Fassade im Westen, in der sich das Portal befindet, ist mit einem Volutengiebel bedeckt. In Nischen stehen die Statuetten aus Terrakotta der Heiligen Familie und von Peter und Paul. 
Der ganz in Weiß gehaltene Stuck im Innenraum von 1680/85 wurde erst 1694 fertiggestellt. Die um 1682 eingefügten Fresken wurden 1892 teilweise von Leonhard Thoma erneuert. Der Hochaltar wurde um 1680 aufgestellt. Auf dem Altarretabel ist Mariä Himmelfahrt dargestellt, im Altarauszug die Trinität. Die von Johann Anwander gemalten Kirchenväter umgeben ihn in einem Paravent. Die Kreuzwegstationen hat 1762 Johann Baptist Enderle in Kartuschen untergebracht. Die von Paul Prescher 1679 gebaute Orgel wurde 1901 durch eine neue ersetzt.